# جيف ديفيز (لاعب كريكت)
جيف ديفيز (22 يوليو 1946 في أستراليا - ) (بالإنجليزية: Geoff Davies)‏ هو لاعب كريكت أسترالي. لعب مع فريق جنوب ويلز الجديد للكريكت ‏.

## وصلات خارجية
- جيف ديفيز على موقع إي آس بي آن كريك إنفو (الإنجليزية)